# Valentina Karpenko
Valentina Karpenko (en ucraïnès Валентина Карпенко) (Mikolaiv, 9 de desembre de 1972) va ser una ciclista ucraïnesa, que fou professional del 1999 al 2004. Va aconseguir diferents campionats nacionals. Va participar en dues edicions dels Jocs Olímpics.

## Palmarès
- 1997
  -  Campiona d'Ucraïna en contrarellotge
- 2000
  -  Campiona d'Ucraïna en contrarellotge
  - 1a a la Volta a Turíngia i vencedora d'una etapa
  - Vencedora d'una etapa al Tour de Feminin-Krásná Lípa
- 2001
  - 1a a la Interreg Drie Landen Ronde i vencedora de 2 etapes
- 2002
  -  Campiona d'Ucraïna en ruta
  - 1a al Eko Tour Dookola Polski
- 2003
  - 1a al Tour de Feminin-Krásná Lípa i vencedora d'una etapa
  - Vencedora d'una etapa al Eko Tour Dookola Polski
- 2005
  -  Campiona d'Ucraïna en ruta